# Trichomalopsis apanteloctena
Trichomalopsis apanteloctena is een vliesvleugelig insect uit de familie Pteromalidae. De wetenschappelijke naam is voor het eerst geldig gepubliceerd in 1911 door Crawford.